# Crematogaster madagascariensis
Crematogaster madagascariensis är en myrart som beskrevs av Andre 1887. Crematogaster madagascariensis ingår i släktet Crematogaster och familjen myror. Inga underarter finns listade i Catalogue of Life.

## Bildgalleri

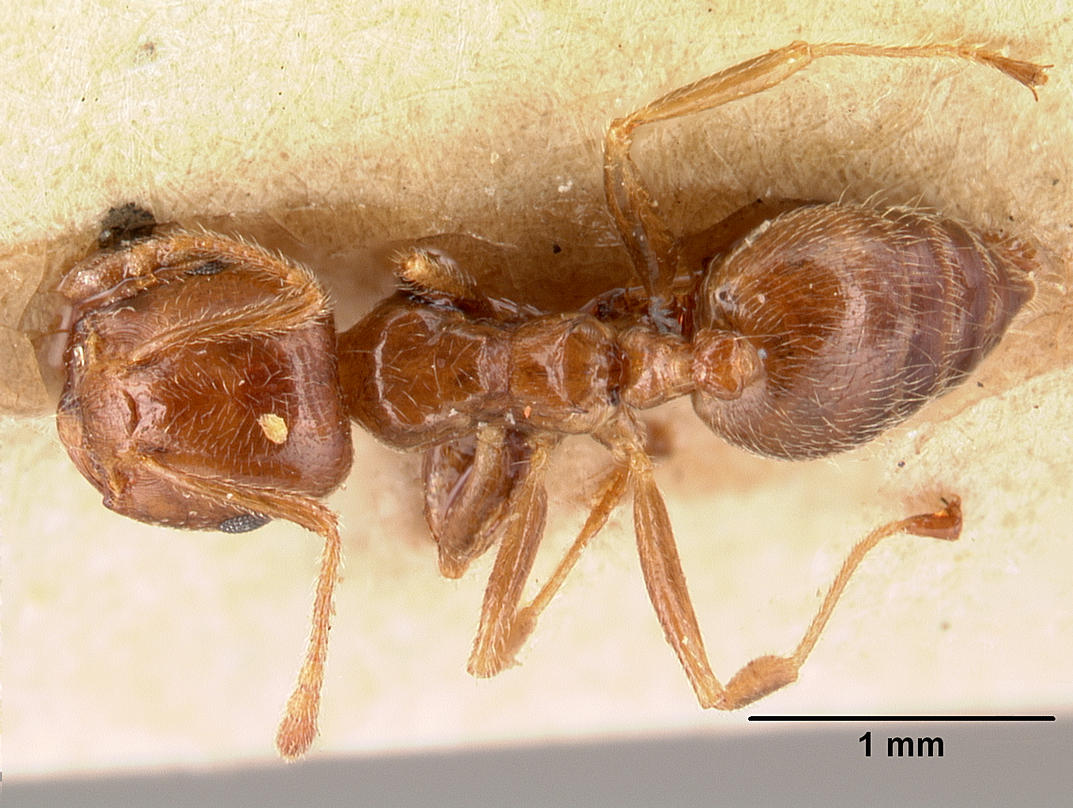
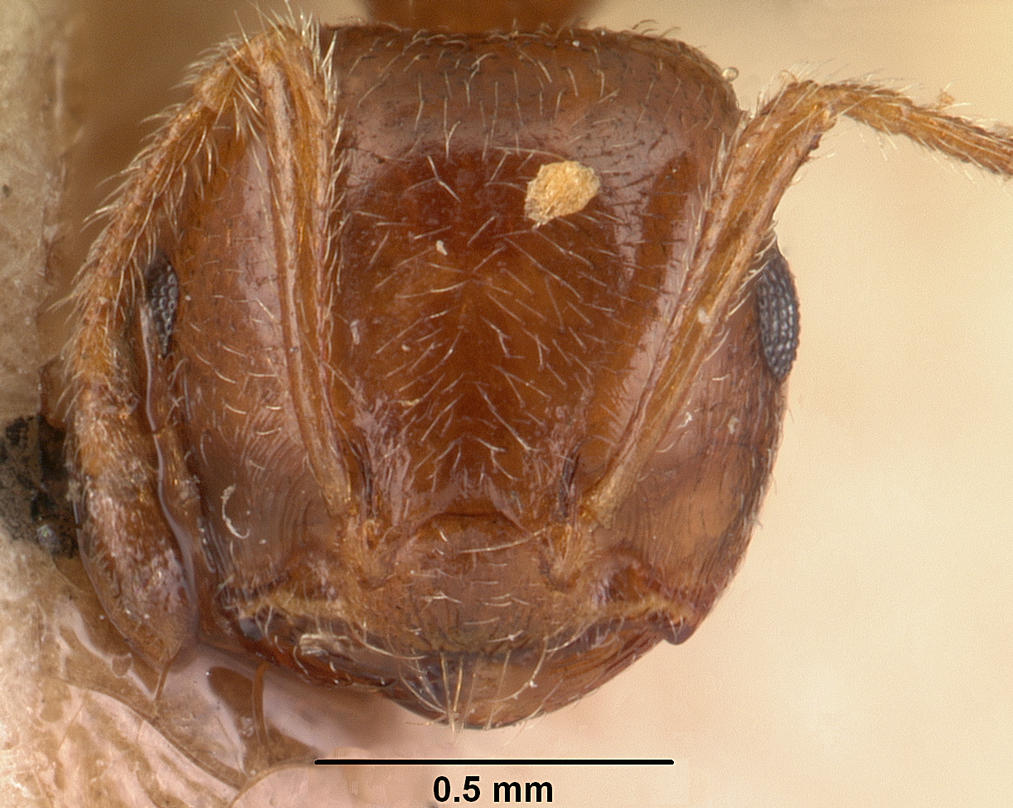
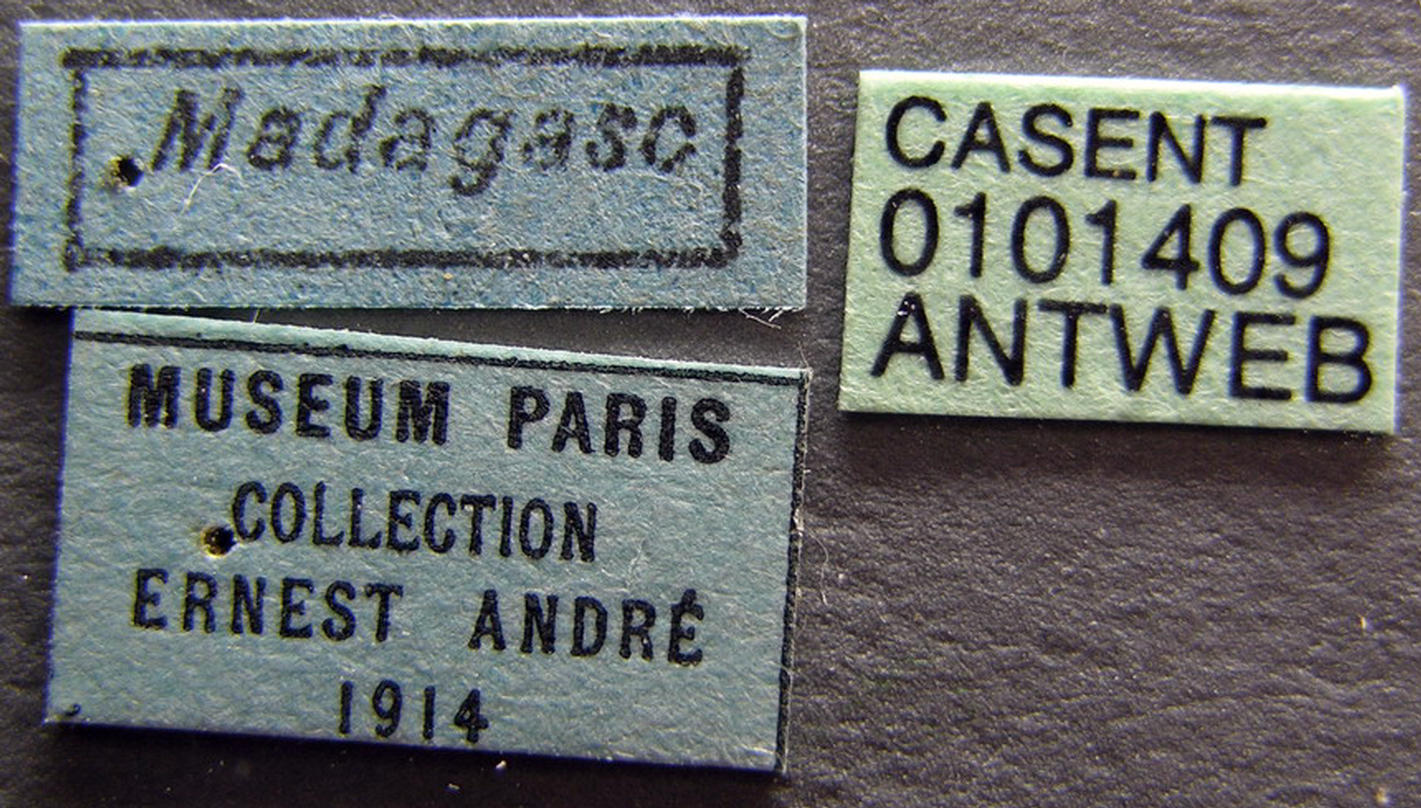
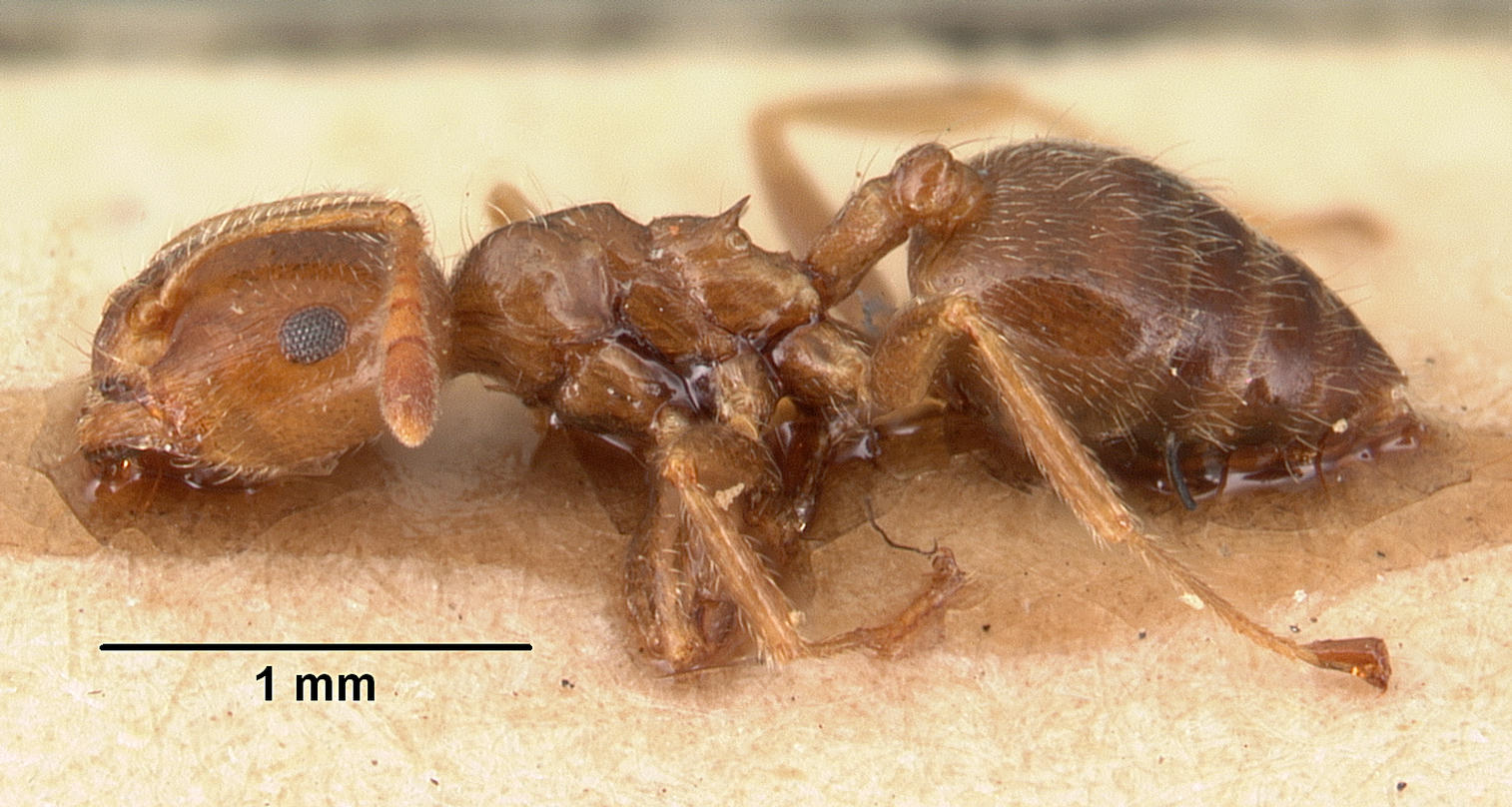
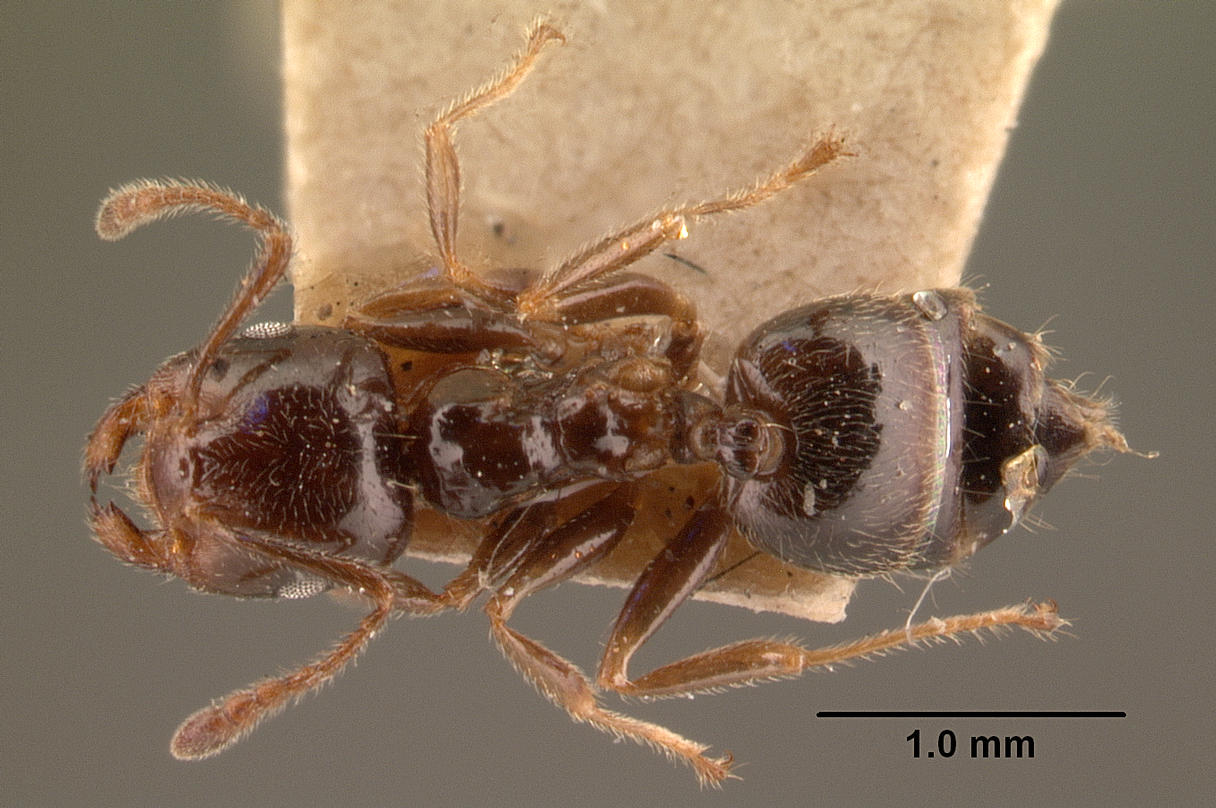
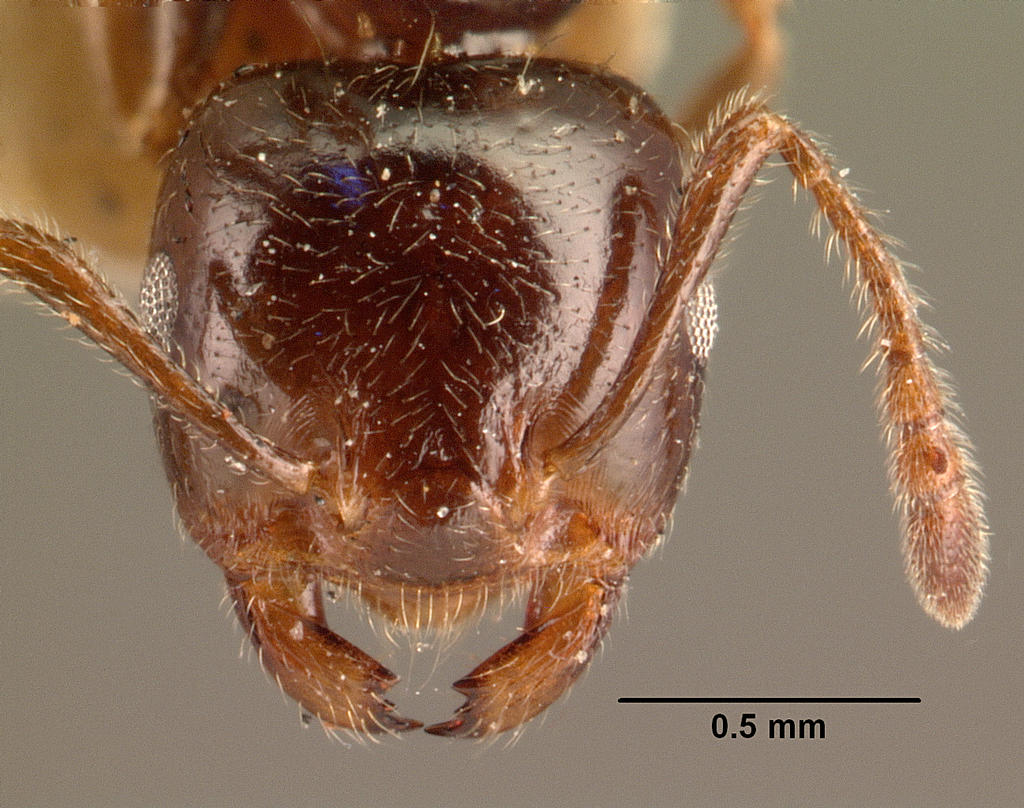